# Vilson Ahmeti
Vilson Ahmeti (Fier, 1951) è un politico albanese.
È stato dal 1991 al 1992 Primo ministro dell'Albania.

## Biografia
Fu nominato Primo Ministro dell’Albania dal presidente Ramiz Alia il 4 dicembre, in seguito alla destituzione di sette ministri, alle dimissioni di Ylli Bufi e allo scioglimento del precedente governo. In precedenza, aveva ricoperto l’incarico di ministro nel governo socialista. Rimase in carica fino al 4 aprile 1992. Il 31 agosto 1993, Ahmeti fu condannato a due anni di prigione con l’accusa di abuso di potere.